# Národní vláda (1937–1939)
Národní vláda úřadující v letech 1937 až 1939 byla v pořadí čtvrtou národní vládou Spojeného království. Kabinetní posty v ní obsadili členové Konzervativní strany, Liberální národní strany a národních labouristů; pozice druhých dvou stran ale byly minimální. Vláda nastoupila, když předchozího premiéra Stanleyho Baldwina vystřídal dosavadní ministr financí Neville Chamberlain. Vláda disponovala pohodlnou většinou v Dolní sněmovně. Její působení bylo spjato zejména s nástupem agresivní politiky Německa a s tím související politikou appeasementu. K výdajům na obranu se nejprve stavěla vlažně, po porušení Mnichovské dohody v březnu 1939 ale začala zbrojit a po německé invazi do Polska na začátku září vyhlásila Německu válku. V souvislosti s tím byla dosavadní administrativa nahrazena novou válečnou vládou, též s Chamberlainem v čele.

## Legitimita vlády
| Vládní strana            | Hlasy ve volbách | % zisk | Mandáty v Dolní sněmovně | Křesla v kabinetu | Vůdce strany        |
| ------------------------ | ---------------- | ------ | ------------------------ | ----------------- | ------------------- |
| Konzervativní strana     | 10 025 083       | 47,8 % | 387/615                  | 15                | Neville Chamberlain |
| Liberální národní strana | 784 608          | 3,7 %  | 33/615                   | 4                 | Sir John Simon      |
| Národní labouristé       | 321 028          | 1,5 %  | 8/615                    | 2                 | Malcolm MacDonald   |
| Vládní strany celkem     | 11 183 908       | 51,8 % | 429/615                  | 21                | Neville Chamberlain |

## Seznam členů kabinetu
| Úřad                           | Člen kabinetu             | Strana               | Nástup do úřadu | Odchod z úřadu  |
| ------------------------------ | ------------------------- | -------------------- | --------------- | --------------- |
| Premiér                        | Neville Chamberlain       | Konzervativní strana | 28. května 1937 | 3. září 1939    |
| Lord prezident Státní rady     | Vikomt Halifax            | Konzervativní strana | 28. května 1937 | 3. září 1939    |
| Lord prezident Státní rady     | Vikomt Hailsham           | Konzervativní strana | 9. března 1938  | 31. října 1938  |
| Lord prezident Státní rady     | Vikomt Runciman           | Liberální národní    | 31. října 1938  | 3. září 1939    |
| Lord kancléř                   | Vikomt Hailsham           | Konzervativní strana | 28. května 1937 | 3. září 1939    |
| Lord kancléř                   | Lord Maugham              | Konzervativní strana | 9. března 1938  | 31. října 1938  |
| Lord strážce pečeti            | Lord De la Warr           | Národní labouristé   | 28. května 1937 | 3. září 1939    |
| Lord strážce pečeti            | Sir John Anderson         | nezávislý            | 9. března 1938  | 3. září 1939    |
| Kancléř státní pokladny        | Sir John Simon            | Liberální národní    | 28. května 1937 | 3. září 1939    |
| Ministr zahraničí              | Anthony Eden              | Konzervativní strana | 28. května 1937 | 21. února 1938  |
| Ministr zahraničí              | Vikomt Halifax            | Konzervativní strana | 21. února 1938  | 3. září 1939    |
| Ministr vnitra                 | Sir Samuel Hoare          | Konzervativní strana | 28. května 1937 | 3. září 1939    |
| Ministr kolonií                | William Ormsby-Gore       | Konzervativní strana | 28. května 1937 | 16. května 1938 |
| Ministr kolonií                | Malcolm MacDonald         | Národní labouristé   | 16. května 1938 | 3. září 1939    |
| Ministr války                  | Leslie Hore-Belisha       | Liberální národní    | 28. května 1937 | 3. září 1939    |
| Ministr dominií                | Malcolm MacDonald         | Národní labouristé   | 28. května 1937 | 16. května 1938 |
| Ministr dominií                | Lord Stanley              | Konzervativní strana | 16. května 1938 | 31. října 1938  |
| Ministr dominií                | Malcolm MacDonald         | Národní labouristé   | 31. října 1938  | 29. ledna 1939  |
| Ministr dominií                | Sir Thomas Inskip         | Konzervativní strana | 29. ledna 1939  | 3. září 1939    |
| Ministr pro Indii a Barmu      | Markýz ze Zetlandu        | Konzervativní strana | 28. května 1937 | 3. září 1939    |
| Ministr letectva               | Vikomt Swinton            | Konzervativní strana | 28. května 1937 | 16. května 1938 |
| Ministr letectva               | Sir Kingsley Wood         | Konzervativní strana | 16. května 1938 | 3. září 1939    |
| Ministr pro Skotsko            | Walter Elliot             | Konzervativní strana | 28. května 1937 | 16. května 1938 |
| Ministr pro Skotsko            | John Colville             | Konzervativní strana | 16. května 1938 | 3. září 1939    |
| První lord admirality          | Duff Cooper               | Konzervativní strana | 28. května 1937 | 27. října 1939  |
| První lord admirality          | Hrabě Stanhope            | Konzervativní strana | 27. října 1938  | 3. září 1939    |
| Předseda obchodní rady         | Oliver Stanley            | Konzervativní strana | 28. května 1937 | 3. září 1939    |
| Prezident Úřadu pro vzdělávání | Hrabě Stanhope            | Konzervativní strana | 28. května 1937 | 27. října 1938  |
| Prezident Úřadu pro vzdělávání | Lord De la Warr           | Národní labouristé   | 27. října 1938  | 3. září 1939    |
| Ministr zemědělství            | William Shepherd Morrison | Konzervativní strana | 28. května 1937 | 29. ledna 1939  |
| Ministr zemědělství            | Sir Reginald Dorman-Smith | Konzervativní strana | 29. ledna 1939  | 3. září 1939    |
| Ministr práce                  | Ernest Brown              | Liberální národní    | 28. května 1937 | 3. září 1939    |
| Ministr zásobování             | Leslie Burgin             | Liberální národní    | 21. dubna 1939  | 3. září 1939    |
| Ministr zdravotnictví          | Sir Kingsley Wood         | Konzervativní strana | 28. května 1937 | 16. května 1938 |
| Ministr zdravotnictví          | Walter Elliot             | Konzervativní strana | 16. května 1938 | 3. září 1939    |
| Ministr dopravy                | Leslie Burgin             | Liberální národní    | 28. května 1937 | 21. dubna 1939  |
| Ministr dopravy                | Euan Wallace              | Konzervativní strana | 21. dubna 1939  | 3. září 1939    |
| Ministr pro koordinaci obrany  | Sir Thomas Inskip         | Konzervativní strana | 28. května 1937 | 29. ledna 1939  |
| Ministr pro koordinaci obrany  | Lord Chatfield            | nezávislý            | 29. ledna 1939  | 3. září 1939    |